# Studio Beisel
Studio Beisel ist ein deutsches Künstlerduo bestehend aus Kajetan Skurski und Laurenz Raschke. Sie entwickeln Theaterstücke, szenische Rauminstallationen und experimentelle Festivalformate. Im Fokus ihrer Kunst stehen Räume und ihre Regeln. Die Arbeiten zeichnen sich durch Interaktion mit dem Publikum und existentielle Themen aus.

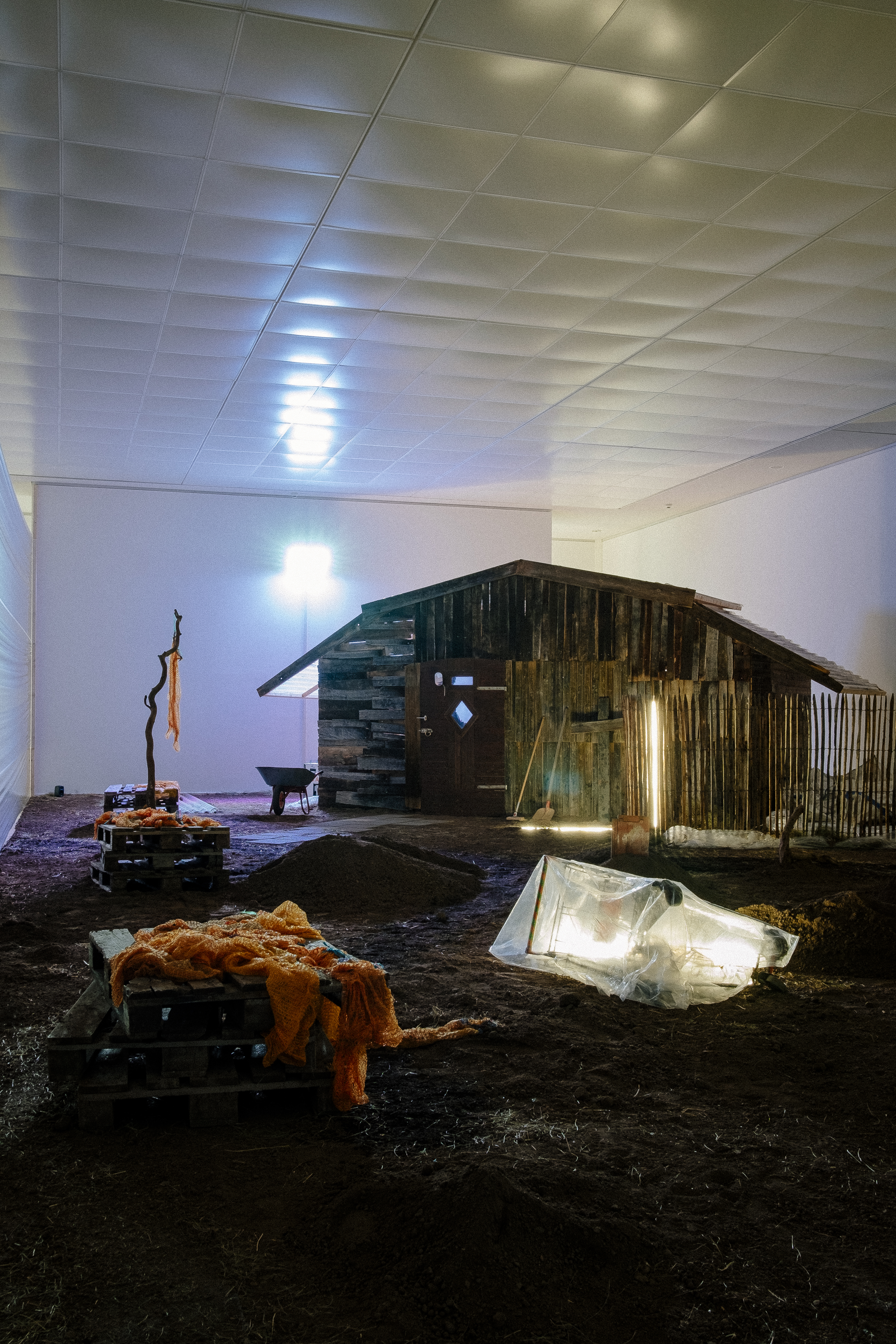
Ansicht St. Beisel, Kunsthalle Gießen, 2021

## Geschichte
Kajetan Skurski und Laurenz Raschke lernten sich 2015 am Institut für Angewandte Theaterwissenschaft der Justus-Liebig-Universität Gießen kennen. Dort realisierten sie bei Heiner Goebbels ihr erstes Projekt für die jährliche Werkschau der Studierenden. Die Räuber, die sie zu zuerst zu zweit gespielt hatten, wurden dann als immersive Theaterperformance neu interpretiert. Das Stück wurde daraufhin zu den 19. Internationalen Schillertagen am Nationaltheater Mannheim eingeladen. Während der Corona-Pandemie konzipierten sie digitale Dramaturgien für das Fast Forward Festival für junge europäische Regie am Staatsschauspiel Dresden. Ihre erste Institutionelle Einzelausstellung St.Beisel haben sie 2021 für die Kunsthalle Gießen gebaut.

## Werke
- 2018: Studio Beisel Eröffnungsperformance
- 2018: Die Räuber[9]
- 2019: Die Räuber (2)[10]
- 2019: Pietät Beisel
- 2020: Mission Beisel[11]
- 2020: Das Schloss
- 2021: Der Verlauf[12][13]
- 2021: St. Beisel[14]
- 2022: Der Antrag[15]
- 2022: Holobiont /  ГОЛОБІОHТ[16]